# 단짠 오피스
《단짠 오피스》는 2018년 10월 8일부터 2018년 12월 10일까지 방영된 MBC EVERY1의 드라마이다.

## 등장 인물

### 파일럿

#### M푸드 마케팅팀
- 신소율 : 구세라(34세) 역 - 과장
- 송원석 : 정해평(31세) 역 - 유학파 출신의 대리
- 주새벽 : 박소현(29세) 역 - 사원
- 전헌태 : 조만식(47세) 역 - 부장, 아재 개그 즐김
- 송재희 : 유웅재(37세) 역 - 차장. 세라의 전 남친

### 정규펀성

#### 주요 인물
- 이청아 : 도은수(34세) 역 - M푸드 마케팅팀 과장
- 송원석 : 이지용(31세) 역 - M푸드 마케팅팀 대리
- 송재희 : 유웅재(37세) 역 - M푸드 마케팅팀 차장, 은수의 짝사랑 상대이자 입사동기

#### M푸드 마케팅팀
- 주새벽 : 박소현(29세) 역 - 사원
- 전헌태 : 조만식(47세) 역 - 부장, 아재 개그 즐김
- 윤수 : 강아라(25세) 역 - 인턴

#### 그 외 인물
- 장민 : 스페인어 강사 역
- 손동화 : 지용 친구 역

## 촬영지
시즌1
- 우유니 아이스크림카페
- 만선 쭈꾸미
- 샛강 문화다리
- 사직분식 사직골
- 시스트로
- 불이야 본점
- 미타우동
- 이제이 베이킹스튜디오

시즌2
- 진진
- 떼레노
- 소우게츠
- 산화복집
- 일육칠
- 쉘리 케이크
- 일산호수공원
- 우리가참순대
- 아따블르
- 메종드램
- 충화반점
- 에델바이스 스위스 테마파크
- 함루
- 꼬꼬뜨
- 커피한약방
- 용대리 두루치기
- 청춘구락부
- 레앤르
- 콩두
- 더리버
- 수빈
- 버거바이블

## 시청률

### 케이블 본방 시청률
| 회차       | 방송일           | AGB 시청률     |
| 회차       | 방송일           | 대한민국(전국) |
| ---------- | ---------------- | -------------- |
| 파일럿 1부 | 2018년 5월 18일  | 0.2%           |
| 파일럿 2부 | 2018년 5월 25일  | 0.3%           |
| 제1회      | 2018년 9월 28일  | 0.3%           |
| 제2회      | 2018년 10월 5일  | 0.4%           |
| 제3회      | 2018년 10월 12일 | 0.4%           |
| 제4회      | 2018년 10월 19일 | 0.4%           |
| 제5회      | 2018년 10월 26일 | 0.5%           |
| 제6회      | 2018년 11월 2일  | 0.5%           |
| 제7회      | 2018년 11월 9일  | 0.4%           |
| 제8회      | 2018년 11월 16일 | 0.3%           |
| 제9회      | 2018년 11월 26일 | 0.5%           |
| 제10회     | 2018년 11월 30일 | 0.3%           |

### 지상파 재방 시청률
| 회차   | 방송일           | AGB 시청률     |
| 회차   | 방송일           | 대한민국(전국) |
| ------ | ---------------- | -------------- |
| 제1회  | 2018년 10월 8일  | %              |
| 제2회  | 2018년 10월 15일 | 0.9%           |
| 제3회  | 2018년 10월 22일 | 0.9%           |
| 제4회  | 2018년 10월 29일 | 0.8%           |
| 제5회  | 2018년 11월 5일  | 0.8%           |
| 제6회  | 2018년 11월 12일 | 1.1%           |
| 제7회  | 2018년 11월 19일 | 0.8%           |
| 제8회  | 2018년 11월 26일 | 0.7%           |
| 제9회  | 2018년 12월 3일  | 0.7%           |
| 제10회 | 2018년 12월 10일 | 0.9%           |